# 日刊岩見沢新聞
日刊岩見沢新聞（にっかんいわみざわしんぶん）は、かつて株式会社岩見沢新聞社が北海道岩見沢市で発行していた地方新聞。日本新聞協会には非加盟。2009年（平成21年）8月に休刊した。

## 概要
1949年（昭和24年）10月8日にタブロイド判の『岩見沢新聞』として創刊。本社は北海道岩見沢市9条東1丁目。旬刊、週刊を経て日刊に移行し『日刊岩見沢新聞』に題号を変更。1981年（昭和56年）に株式会社化した。最終期は夕刊ブランケット判2ページ建てで日祝、第2・4土曜日休刊だった。公称部数は2,500部で、購読料は1部80円、1ヵ月1,350円だった。岩見沢市中心部とその周辺をエリアとし、1980年代以降はエリア内の北海道新聞販売店に宅配を委託していた。
広告収入の減少と発行部数の低迷に加え、後継者が確保できないこと等を理由に、2009年（平成21年）8月31日付で休刊し、新聞発行から撤退した。新聞発行は『プレス空知』を発行する空知新聞社（滝川市）が継承し、岩見沢新聞社の従業員の一部が移籍して岩見沢支社を開設。『プレス空知美唄版』（旧・美唄新聞）を統合する形で2009年（平成21年）10月3日から『プレス空知岩見沢版』（16ページ建・週2回刊）が発行されている。